# Ануйски хребет
Ану̀йският хребет (на руски: Ануйский хребет) е планински хребет в северната част на планината Алтай, в северозападната част на Република Алтай и югоизточната част на Алтайски край на Русия. Простира се от север-северозапад на юг-югоизток на протежение около 130 km между долините на реките Ануй на югозапад и Песчаная на североизток, леви притоци на Об. Средни височини от 900 m на северозапад, до 1600 m на югоизток, с максимална височина връх Колбала 1823 m, разположен на 6 km югоизточно от село Мариинск. Хребетът е изграден основно от метаморфозирани варовици и силурийски шисти, пробити от интрузивни гранити. От хребета водят началото си малки и къси планински реки десни притоци на Ануй и леви притоци на Песчаная. Преобладаващият ландшафт е представен от нископланински дребнолистни гори и участъци от ливадни степи, а на юг – от среднопланински широколистни гори.